# 聖母中學 (多倫多)
聖母中學（英語：Notre Dame High School）是加拿大安大略省多倫多的一所天主教女子中學，為多倫多天主教教育局下屬學校，供上湖灘社區學生就讀。
該校建於1941年，是多倫多天主教教育局的轄下30所中學之一，目前有670名學生。
43°40′51″N 79°17′36″W / 43.680798°N 79.293471°W